# Бостанкум (пески)
Бостанкум — возвышенная песчаная долина к востоку от  гор Мангыстау в Мангистауской области Казахстана. Сложена в основном меловыми породами. Протяжённость с северо-запада на юго-восток 85 км, ширина 20 км. Произрастают ковыль, пырей гребенчатый, жузген, бурьян, саксаул, буюргун и другие. Имеются запасы пресной воды, которая по водопроводам поступает в города Жанаозен и Актау. Через пески пролегают магистральные газо- и нефтепроводы.